# Chott Tigri
Le Chott Tigri ou le Tigri est un chott (étendue d'eau salée en arabe) situé au sud-est du dôme de Tendrara et au nord du chaînon bordier du Haut Atlas oriental, au Maroc, à 90 km environ au nord de Figuig près de la frontière algérienne. La sebkha qui s'y trouve est appelée Sebkha Tigri.
Il constitue une dépression d’environ 60 km d’ouest en est et de 30 km du nord au sud, limitée à l’ouest et au nord par une zone de reliefs sub-tabulaires se refermant vers l’est en Algérie. Des reliefs vigoureux bordent la dépression au sud-ouest (Jbel Lakhdar) et au sud (Jbel Bouarfa) dans la zone de chevauchement de la bordure nord atlasique.
Le chott Tigri reçoit très peu de rivières. Les montagnes qui en forment la ceinture méridionale ont cependant des altitudes de 1200 à 1300 mètres et au delà, mais la dépression du chott se trouve sur la ligne même de séparation des eaux, entre les deux versants des Hauts-Plateaux.